# متروی اوساکا
متروی اوساکا (انگلیسی: Osaka Municipal Subway) سامانه قطار شهری زیرزمینی در شهر اوساکا، ژاپن است.
این مترو که در سال ۱۹۳۳ تأسیس شده، دارای ۸ خط، ۱۲۳ ایستگاه و ۱۳۰ کیلومتر طول می‌باشد.

## نگارخانه

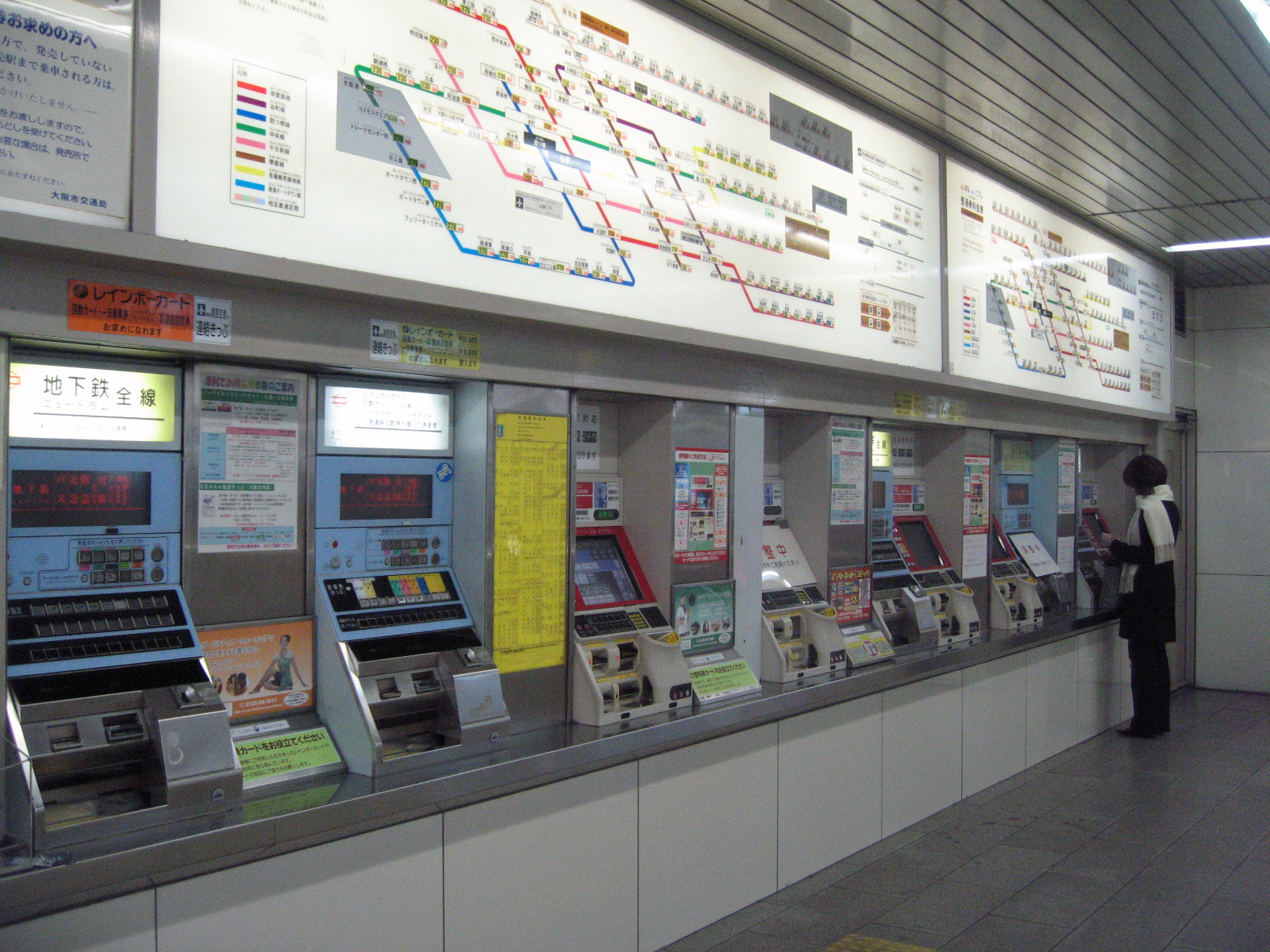
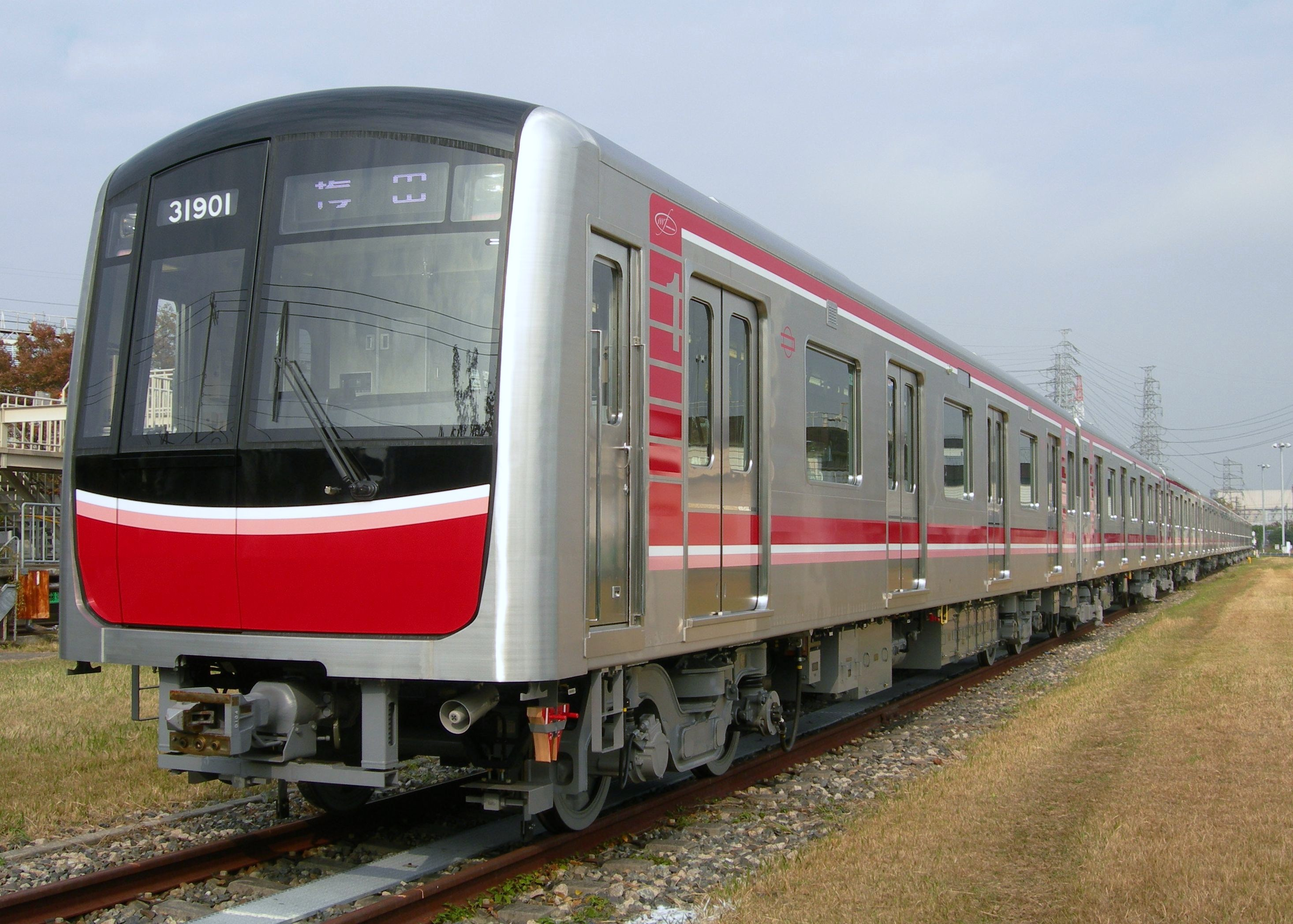
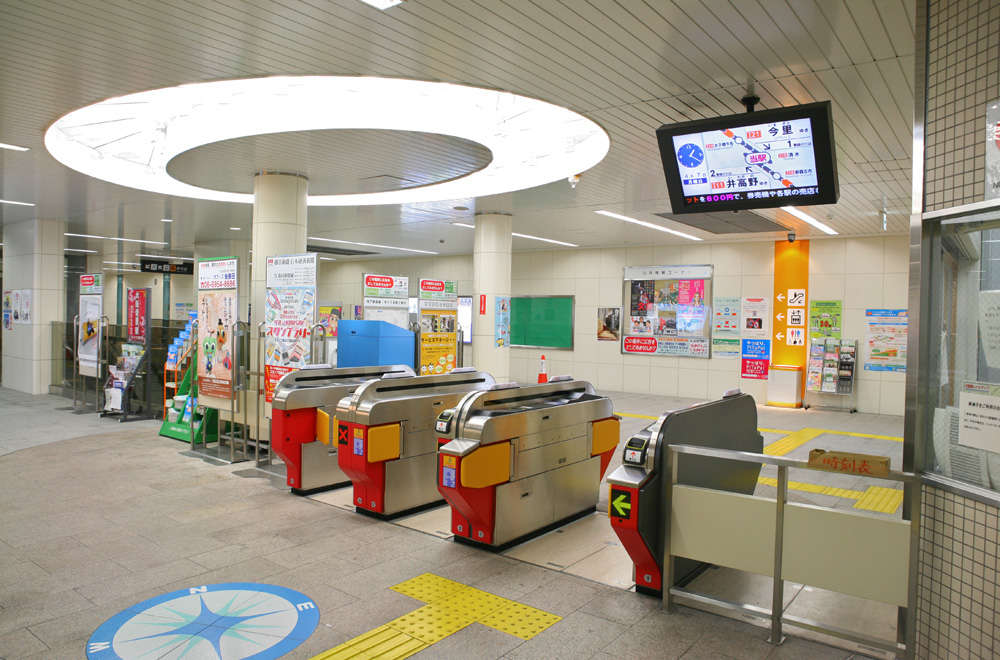
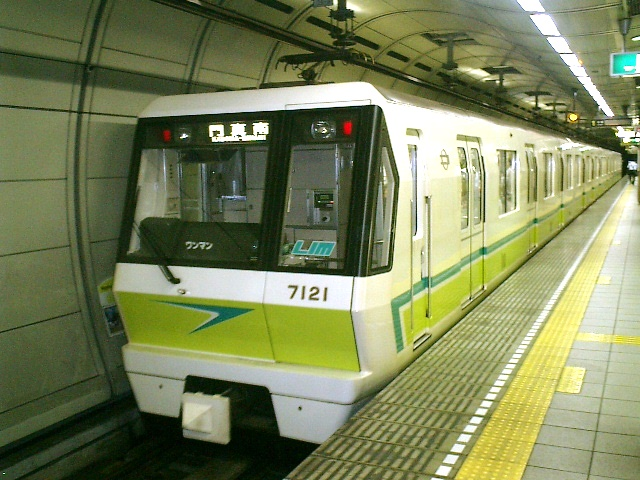